# Söderhamn (comuna)
Söderhamn (em sueco: Söderhamn kommun) é uma comuna da Suécia localizada no condado de Gävleborg. Sua capital é a cidade de Söderhamn. Possui 1 061 quilômetros quadrados e segundo censo de 2018, havia 25 721 habitantes.